# Ę
E con ogonek, conocida tradicionalmente como E caudata,  (Ę, minúscula: ę; en polaco: e z ogonkiem, "e con colita"; en lituano: e nosinė, "e nasal ") es una letra en el alfabeto polaco, lituano y dalecarliano. Se utiliza en navajo para representar la vocal nasal [ẽ].
En la paleografía latina, irlandesa y nórdica antigua se conoce como e caudata ("e con cola").

## Uso en polaco
En polaco, ę se considera como una letra de pleno independiente colocada después de e en el alfabeto polaco. Nunca va al comienzo de una palabra, con la excepción de ęsi. Se pronuncia comúnmente como /ɛw̃/, /ɛn/, /ɛm/ o /ɛ/, según el contexto.
A diferencia del francés, una vocal nasal polaca es "asincrónica": se pronuncia como una vocal oral + una semivocal [ɛw̃] o una vocal nasal + una semivocal nasal. En aras de la simplicidad, se suele transcribir [ɛ̃].
Algunos ejemplos:
- język ("lengua"), pronunciado /ˈjɛw̃zɨk/
- mięso ("carne"), [ˈmʲɛw̃sɔ]
- ciężki ("pesado"), [ˈtɕɛw̃ʂki]

Antes de todas las oclusivas y africadas, se puede pronunciar como vocal oral + consonante nasal, con /ɛn/ antes de la mayoría de consonantes, mientras que /ɛm/ aparece antes de p, b, w o f ; y /ɛɲ/ aparece antes de las consonantes palatales ć, dź ; antes de las sibilantes palatales  ś y ź puede ser /ɛɲ/ o (más frecuentemente) [ɛj͂]. Por ejemplo:
- więcej ("más"), pronunciado [ˈvʲɛnt͡sɛj]
- sędzia ("juez"), [ˈsɛɲd͡ʑa], también (dialectal) [ˈsɛnd͡ʑa]
- głęboki ("profundo"), [ɡwɛmˈbɔki]
- więzi ("vínculos"), [ˈvʲɛj͂ʑi], or [ˈvʲɛɲʑi]

Si ę es la letra final de una palabra o va seguida de l or ł, algunos polacos la pronuncian simplemente como [ɛ] Por ejemplo, będę ("seré") puede ser [ˈbɛndɛ] o [ˈbɛndɛ̃] y dziękuję ("gracias") puede ser [dʑɛŋˈkujɛ] o [dʑɛŋˈkujɛ̃].
En los dialectos de algunas regiones, ê en posición final también se pronuncia  /ɛm/, por ej. robię ocasionalmente se pronuncia como [ˈrɔbjɛm]. Esa forma no estándar era utilizada por el presidente Lech Wałęsa. Algunas de sus oraciones se reescriben para reflejar la pronunciación, por ejemplo, " Nie chcem, ale muszem "(escrito correctamente" Nie chcę, ale muszę "; "No quiero, pero tengo que hacerlo") llegó a entrar en el lenguaje popular.

### Origen del símbolo

Letra latina E caudata

En polaco antiguo, las vocales nasales o no se indicaban o se indicaban con dígrafos que incluían una consonante nasal. También se utilizó Ø. Durante las primeras décadas después de la introducción de la imprenta en Polonia (entonces en letra gótica) la necesidad de estandarizar la ortografía provocaría que a principios del siglo XVI Stanisław Zaborowski, inspirado en la reforma de la ortografía checa antigua de Jan Hus, analizó la fonología polaca y en Orthographia seu modus recte scribendi et legendi Polonicum idioma quam utilissimus propuso agregar diacríticos al polaco, incluyendo una marca para las vocales nasales. En particular, propuso escribir /ɛ̃/ como una A con semivirgula superior (esta letra se usaba para representar este fonema tradicionalmente porque era la pronunciación medieval original, ver más abajo), pero los impresores de la época no lo encontraron muy conveniente. En cambio, Hieronymus Vietor uso una marca que cruzaba la parte inferior de la e. Más adelante, cuando los impresores polacos comenzaron a usar el tipo de letra antiqua a fines del siglo XVI, Jan Januszowski aprovechó la E caudata del latín para no tener que fundir la forma de una nueva letra.

### Historia fonológica de la vocal
La Ê polaca ha evolucionado a partir de la A corta nasal del polaco medieval, que se convirtió en una E corto nasal en la lengua moderna. La vocal medieval, junto con su contraparte larga, evolucionó a su vez a partir de la combinación nasal *ê y *ǫ del protoeslavo tardío:
| Proto-eslavo temprano | * em / * en y * am / * an                                                   |
| Proto-eslavo tardío   | /ẽ/ y /õ/ transcrito como ⟨ę⟩ y ⟨ǫ⟩                                         |
| Polaco medieval       | /ã/ corta y larga, escrito aproximadamente ⟨ø⟩                              |
| Polaco moderno        | /ã/ corta→ /ɛw̃/ /ɛn/ /ɛm/ escrita ⟨ę⟩ /ã/ larga→ /ɔw̃/ /ɔn/ /ɔm/ escrita ⟨ą⟩ |

### Alternativas
A menudo se alterna con ą :
- "marido": mąż → mężowie ("maridos"), "error": błąd → błędy ("errores"),  "paloma": gołąb → gołębie ("palomas")
- "roble" en nominativo : dąb → dębem ( instrumental)
- "manos" en nominativo : ręce → rąk ( genitivo)
- "cinco": pięć → piąty ("quinto")

### Ejemplos de audio
- wężeⓘ ("serpientes")
- dźwiękⓘ ("sonido")
- mogęⓘ ("puedo")

## Uso en lituano
Para algunas formas del sustantivo, la ę se usa al final de la palabra para el caso acusativo, como en eglę , acusativo de eglė (abeto). También se usa para convertir el verbo en tiempo pasado al participio pasado, por ejemplo, tempė a tempęs - "alguien ha tirado".
Las formas nasales en / em ahora se pronuncian [eː], como en kęsti (sufrir) - kenčia (está sufriendo o sufre), por lo que esta ê ya no es nasal.
En algunos casos, ą, ę, į (pero nunca ė) pueden usarse para diferentes formas, como en tąsa (extensión) - tęsia (extiende) - tįsoti (tumbarse extendido). Finalmente, algunos verbos tienen esta letra en el medio de la palabra solo en tiempo presente, por ejemplo, gęsta ("se está apagando") pero no užgeso ("se fue").
A diferencia de į o ą, ninguna palabra lituana que comience con ê.

## Codificación digital
| Carácter                | Ę                                  | Ę                                  | ę                                | ę                                |
| ----------------------- | ---------------------------------- | ---------------------------------- | -------------------------------- | -------------------------------- |
| Unicode                 | LATIN CAPITAL LETTER E WITH OGONEK | LATIN CAPITAL LETTER E WITH OGONEK | LATIN SMALL LETTER E WITH OGONEK | LATIN SMALL LETTER E WITH OGONEK |
| Codificación            | decimal                            | hex                                | decimal                          | hex                              |
| Unicode                 | 280                                | U+0118                             | 281                              | U+0119                           |
| UTF-8                   | 196 152                            | C4 98                              | 196 153                          | C4 99                            |
| Ref. numérica           | &#280;                             | &#x118;                            | &#281;                           | &#x119;                          |
| ISO 8859-2 / ISO 8859-4 | 202                                | CA                                 | 234                              | EA                               |
| ISO 8859-10             | 221                                | DD                                 | 253                              | FD                               |